# Ligne Castelldefels - Cornellà - Barcelone
La ligne Castelldefels - Cornellà - Barcelone est un projet ferroviaire visant à la construction d'une ligne de chemin de fer reliant Barcelone à Castelldefels via Cornellà de Llobregat.  

## Histoire
Initialement, le projet consistait à prolonger le service R3 des Rodalies de Catalogne, de la gare de L'Hospitalet de Llobregat jusqu'à Cornellà, le long de la ligne de Vilafranca. De Cornellà à Castelldefels, une ligne souterraine serait construite pour se connecter à la ligne de Vilanova à Castelldefels, dans le cadre du Pla de Rodalies Barcelona 2009-2015. Par la suite, le ministre José Blanco a annoncé faire venir cette ligne jusqu'à l'Avenue Diagonale de Barcelone, au niveau de la zone universitaire.